# The Hero of Submarine D-2
The Hero of Submarine D-2 er en amerikansk stumfilm fra 1916 af Paul Scardon.

## Medvirkende
- Charles Richman som Colton.
- James Morrison som Gilman Austen.
- Anders Randolf som J.F. Austin.